# Rękaw lotniczy

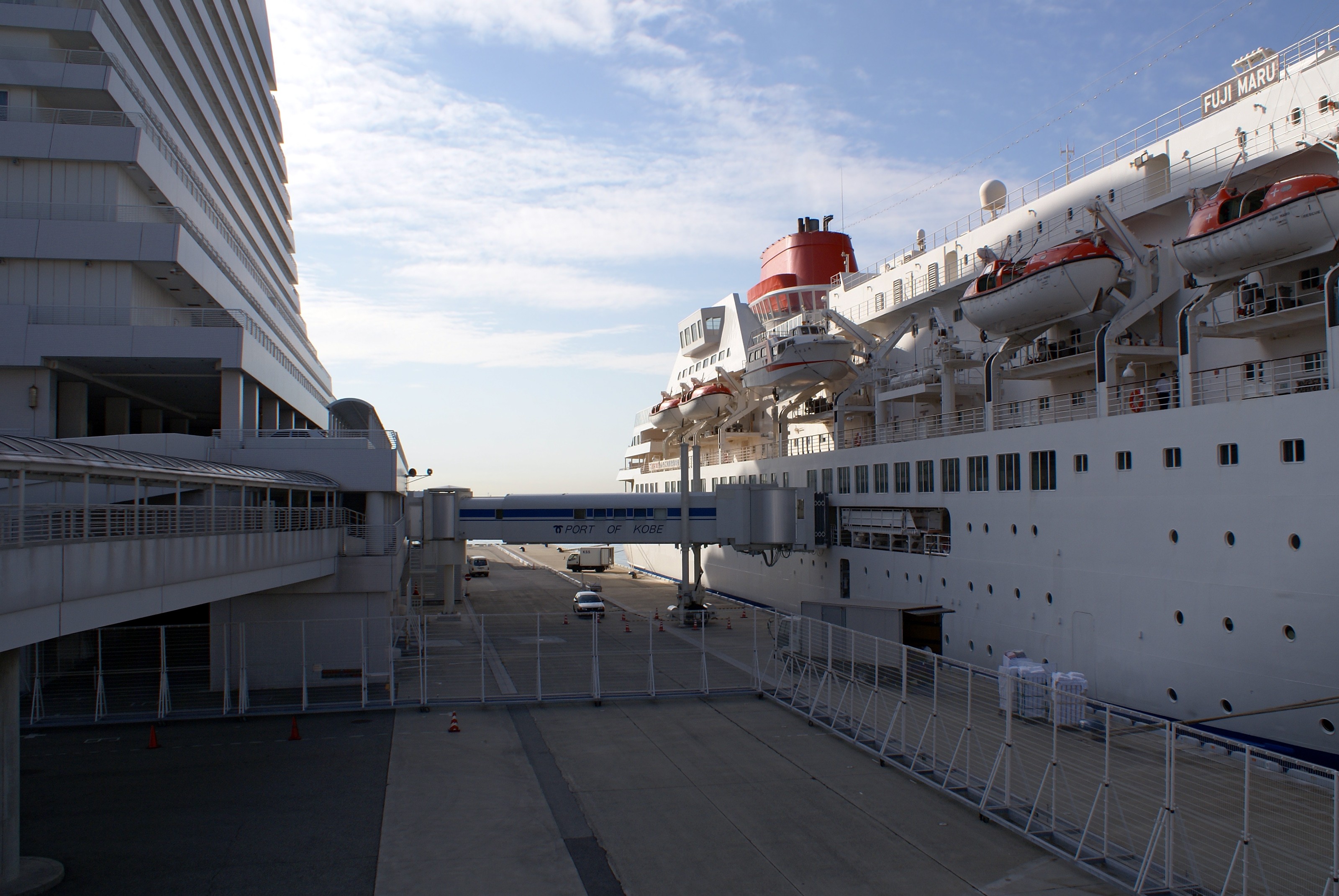

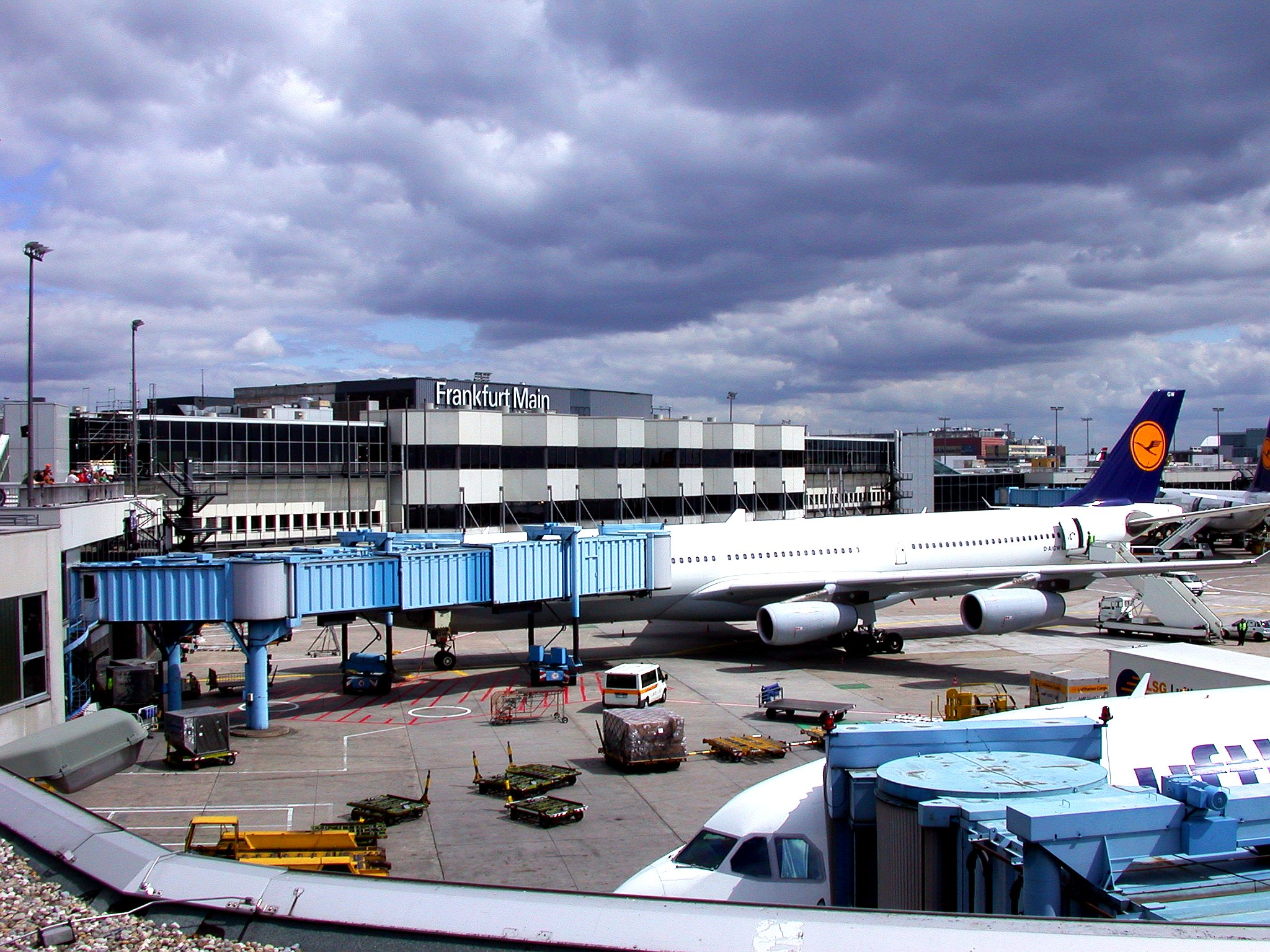
Rękaw lotniczy

Rękaw lotniczy – poziomy, zadaszony, ruchomy pomost łączący terminal lotniczy ze stojącym na płycie postojowej samolotem pasażerskim.
Rozwiązanie to jest dogodniejsze dla pasażerów, zwłaszcza niepełnosprawnych, niż stosowanie schodów przystawianych do drzwi samolotu. Rękaw zapewnia też szybszą wymianę pasażerów. Schody są jednak wciąż stosowane, zwłaszcza na mniejszych lotniskach oraz w przypadku mniejszych samolotów.
W Polsce rękawy lotnicze znajdują się m.in. w portach lotniczych: Chopina w Warszawie, Wrocław-Strachowice, Kraków-Balice,  Rzeszów-Jasionka oraz Wałęsy w Gdańsku.